# Jan Eggum
Jan Eggum (Bergen, 8 dicembre 1951) è un cantante norvegese.

## Biografia
Trubadur (1976), secondo album in studio del cantante, ha ricevuto una nomination agli Spellemannprisen. L'anno seguente viene pubblicato Heksedans, riconosciuto con un Spellemannprisen. Anche En sang fra vest (1979) si è aggiudicato il medesimo riconoscimento.
Alarmen går è stato il suo primo LP a entrare la VG-lista, finendo al 19º posto; ha inoltre ricevuto una nomination agli Spellemannprisen. Da Capo (1990), classificatosi 17º, si è conteso un Spellemannprisen.
Il nono LP Underveis (1991) ha scalato la graduatoria norvegese fino alla 3ª posizione. Due anni più tardi è avvenuta l'uscita di Nesten ikke tilstede, secondo LP dell'artista a raggiungere la top ten. Dingli bang (1997) ha fatto l'entrata in classifica al 2º posto.
Deilig (1999), vincitore di un Spellemannprisen, si è posizionato 11º. È stato successivamente pubblicato President (2002), che replicato il successo dei dischi precedenti, esordendo sul podio della graduatoria della Verdens Gang. 30/30 (2007), invece, si è fermato al 24º posto.
È stato omaggiato col Spellemannprisen onorario nel 2011. Kjærlighet og ærlighet 1, uscito nello stesso anno, ha conquistato il 13º posto in classifica. Rio, invece, è stato il suo ultimo LP a fare l'entrata all'interno della graduatoria.

## Discografia

### Album in studio
- 1975 – Jan Eggum
- 1976 – Trubadur
- 1977 – Heksedans
- 1979 – En natt forbi
- 1979 – En sang fra vest
- 1982 – Alarmen går
- 1985 – E.G.G.U.M.
- 1990 – Da Capo
- 1991 – Underveis
- 1993 – Nesten ikke tilstede
- 1997 – Dingli bang
- 1999 – Deilig
- 2002 – President
- 2004 – Alle gjør det (con Blåtur)
- 2007 – 30/30
- 2011 – Kjærlighet og ærlighet 1
- 2011 – Kjærlighet og ærlighet 2
- 2011 – Kjærlighet og ærlighet 3
- 2015 – Rio
- 2018 – Alt, akkurat nå

### Raccolte
- 1980 – 5 år med Jan Eggum – 14 utvalgte sanger
- 1994 – Mang slags kjærlighet
- 2001 – Ekte Eggum
- 2005 – 30/30

### Singoli
- 1977 – Smakebiter fra Heksedans
- 1979 – Kort opphold/En sang fra vest
- 1981 – Alarmen går/Vest for Voss
- 1984 – Sommeren nytes best om vinteren/En helt ny dag
- 1985 – Stilig
- 1986 – På sporet/The Norwegian Experience
- 1993 – Kor e alle helter hen?
- 2010 – De nære ting (con Karianne Arntzen Band)
- 2011 – Kompiser
- 2015 – En annen
- 2018 – Kjærlighet som kommer
- 2018 – Svik
- 2018 – Laksevåg
- 2021 – Hold ut, hold på
- 2024 – En del av deg
- 2024 – Sommerdag
- 2024 – Ønsk meg godt